# クワジマーラ
クワジマーラ（学名：Kuwajimalla）は、前期白亜紀の日本に生息していた有鱗目の爬虫類。石川県の白山市桑島（旧白峰村）に分布する、約1億3000万年前にあたる前期白亜系の手取層群桑島層の桑島化石壁から化石が産出した。記載論文は2008年3月14日に掲載され、タイプ種は Kuwajimalla kagaensis と命名された。福井県のテドロサウルス、岐阜県のサクラサウルスに次ぎ、日本で3番目に命名されたトカゲである。

## 発見と命名
2001年4月、上顎を含む頭骨の一部と歯が桑島化石壁から発見された。2008年3月14日に英国古生物学会の発行する『Paleontology』誌に記載論文が掲載され、「加賀の桑島の小さな乙女」という意味のクワジマーラ・カガエンシス（Kuwajimalla kagaensis）と命名。属名の lla は「小さな」を意味する女性詞、種小名の ensis は地名の接尾詞である。

## 特徴
産出した化石は頭骨や下顎の骨と歯の計11点で、いずれも白峰化石調査センターが所蔵する。全長は25 - 30センチメートル程度と推定されている。頬部の歯の先端が尖っていて切縁が鋸歯状であること、頭頂骨と前頭骨が関節して可動性に乏しいことなどが特徴である。
歯の形状はイグアナのものに似ており、クワジマーラもイグアナ同様の植物食性であったことが示唆されている。ただし植物の消化には動物食性動物と比較して長い消化器官が必要とされるため、大型動物でないトカゲにおいて植物食性は稀である。現に現生種のトカゲにおいて植物食性の種は全体の3%程度である。また、現生のトカゲは裸子植物やシダ植物よりも摂食しやすく栄養価の高い被子植物を食べており、化石記録こそないものの、クワジマーラの存在は1億3000万年前に被子植物が出現していた可能性を提示している。

## 分類
クワジマーラは現生のテユー科に近縁とされる、アジアや北アメリカに分布したボレオテユー類（Polyglyphanodontiaとも、分岐群）に分類される。ボレオテユー類の中でもクワジマーラは最古の属であり、また植物食性のトカゲとしても既存の化石記録を約3000万年遡る最古のものである。一方で、2019年の研究ではクワジマーラをDorsetisauridae科に分類した。

## 記載論文
- Evans, Susan E.; Manabe, Makoto (March 2008). “An early herbivorous lizard from the Lower Cretaceous of Japan” (英語). Palaeontology 51 (2):  487–498. doi:10.1111/j.1475-4983.2008.00759.x. ISSN 0031-0239.